# Prescottia epiphyta
Prescottia epiphyta är en orkidéart som beskrevs av João Barbosa Rodrigues. Prescottia epiphyta ingår i släktet Prescottia och familjen orkidéer. Inga underarter finns listade i Catalogue of Life.

## Bildgalleri

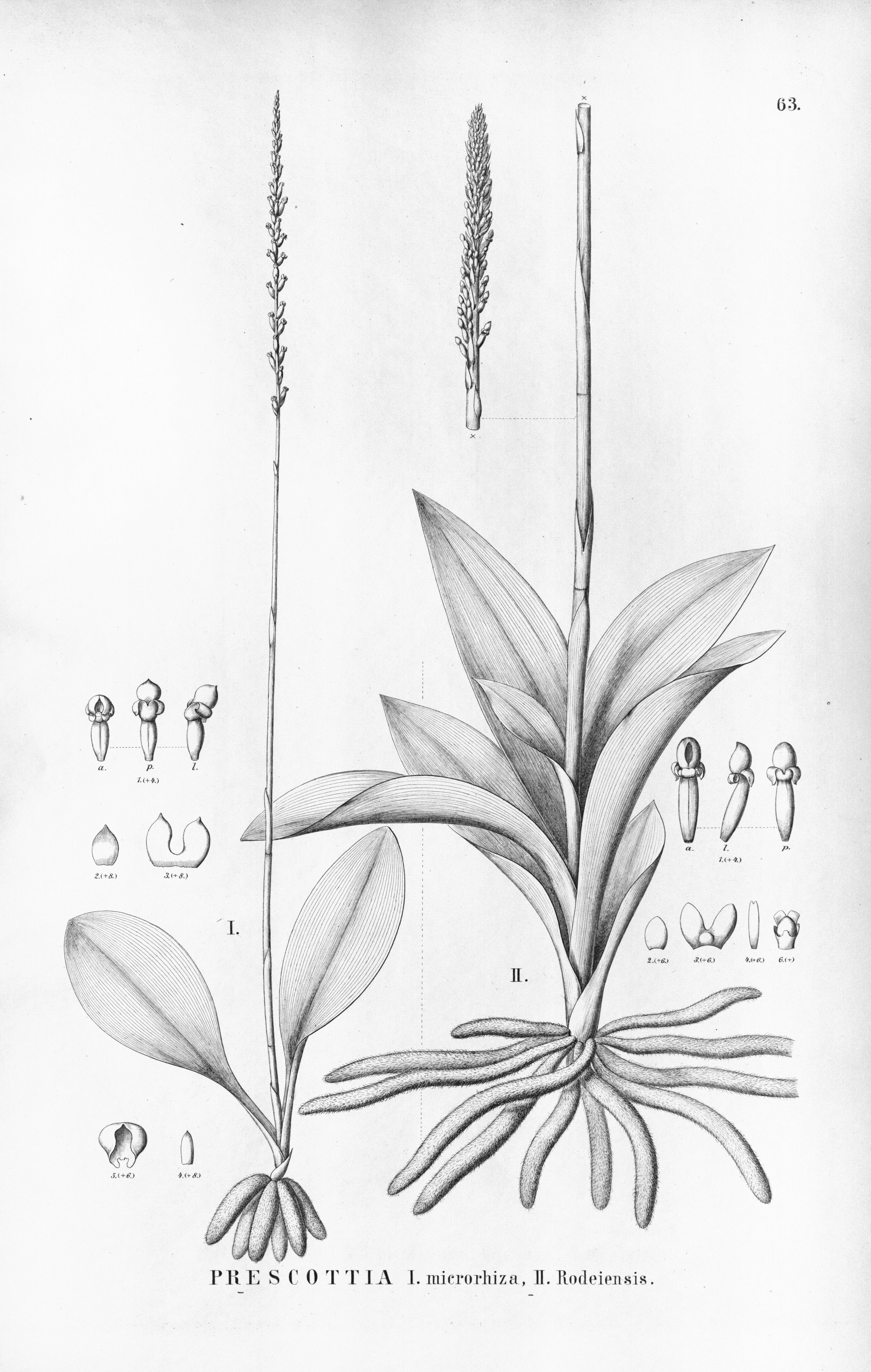